# Dresscode (BDSM)
Nell'ambito BDSM, il dresscode è un codice di regole che definisce l'abbigliamento appropriato per eventi o luoghi di socializzazione e incontro, come club privé o feste private. Il dresscode deve essere rispettato in maniera molto attenta, e impone in modo piuttosto rigido quali abbigliamenti siano consentiti, e quali invece non siano permessi.
Spesso la sanzione per l'inosservanza del dresscode consiste nell'esclusione dalla festa o dalla situazione di incontro; il dresscode funge in questo senso come una sorta di parola chiave, che individua i soggetti appartenenti alla comunità distinguendoli da tutti gli altri.
La regola basilare riguarda in generale la funzione erotica dell'abbigliamento, che deve in ogni caso risaltare per feticismo o per esibizionismo o appetibilità sessuale. Sono dunque in generale da escludersi abiti come jeans o t-shirt, e in linea di massima tutti gli abbigliamenti di uso quotidiano o domestico, quali tute o pantaloni comodi, scarpe da ginnastica etc.
Gli abbigliamenti che di norma vengono invece inclusi nei dresscode più usuali, prevedono:
- abiti di gomma, di latex o di pelle;
- Uniformi militari, in particolare per gli uomini, con esclusione per lo più di uniformi naziste, che in alcuni Paesi sono considerate sconvenienti.
- Uniformi scolastiche, soprattutto per le donne;
- Abiti formali da lavoro, modificati con accessori per sottolineare il ruolo dominante o remissivo del soggetto (ad es. la frusta, o il collare)
- Abiti particolarmente provocanti o esibizionisti, soprattutto nel caso di soggetti sottomessi, in particolare donne; questo abbigliamento può prevedere anche l'esposizione di parti erotiche del corpo come il seno o le natiche.
- Il mero abbigliamento intimo, con l'uso tuttavia di capi di uso non quotidiano, come la guêpière, il corsetto, o per gli uomini il perizoma, oppure di intimo di latex o fetish.